# DRGX
DRGX (англ. Dorsal root ganglia homeobox) – білок, який кодується однойменним геном, розташованим у людей на 10-й хромосомі. Довжина поліпептидного ланцюга білка становить 263 амінокислот, а молекулярна маса — 28 672.
| 10         |  | 20         |  | 30         |  | 40         |  | 50         |
| ---------- |  | ---------- |  | ---------- |  | ---------- |  | ---------- |
| MFYFHCPPQL |  | EGTATFGNHS |  | SGDFDDGFLR |  | RKQRRNRTTF |  | TLQQLEALEA |
| VFAQTHYPDV |  | FTREELAMKI |  | NLTEARVQVW |  | FQNRRAKWRK |  | TERGASDQEP |
| GAKEPMAEVT |  | PPPVRNINSP |  | PPGDQARSKK |  | EALEAQQSLG |  | RTVGPAGPFF |
| PSCLPGTLLN |  | TATYAQALSH |  | VASLKGGPLC |  | SCCVPDPMGL |  | SFLPTYGCQS |
| NRTASVATLR |  | MKAREHSEAV |  | LQSANLLPST |  | SSSPGPVAKP |  | APPDGSQEKT |
| SPTKEQSEAE |  | KSV        |  |            |  |            |  |            |

A: Аланін

C: Цистеїн

D: Аспарагінова кислота

E: Глутамінова кислота

F: Фенілаланін

G: Гліцин

H: Гістидин

I: Ізолейцин

K: Лізин

L: Лейцин

M: Метіонін

N: Аспарагін

P: Пролін

Q: Глутамін

R: Аргінін

S: Серин

T: Треонін

V: Валін

W: Триптофан

Кодований геном білок за функцією належить до білків розвитку. 
Задіяний у таких біологічних процесах, як транскрипція, регуляція транскрипції. 
Білок має сайт для зв'язування з ДНК. 
Локалізований у ядрі.